# Beijing Senova D70

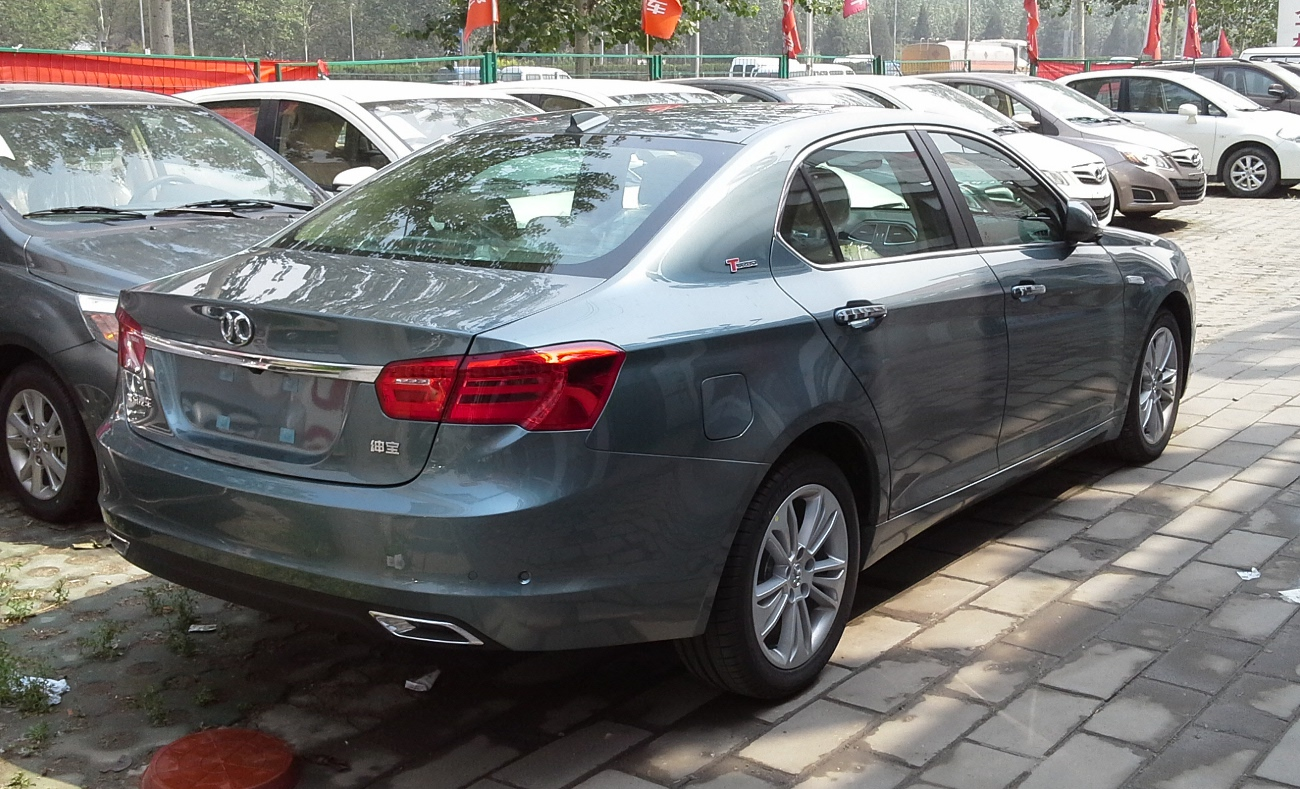
Heckansicht

Die Beijing Senova-D-Serie (绅宝D系列), beziehungsweise im April 2014 in Beijing Senova D70 umbenannt, ist eine Baureihe der Mittelklasse, die ab Februar 2013 von der Beijing Motor Corporation für den chinesischen Markt hergestellt wurde. Die Marke lautete Beijing und die Submarke Senova. Der Hersteller selber bezeichnet Senova als Series.

## Geschichte
Die meisten Modelle waren noch bis 2012 hinein auf dem Stand der 1980er-Jahre, weswegen sich immer mehr Kunden für ein Fahrzeug einer ausländischen Marke entschieden. Um diesem Schwund entgegenzutreten, kauften die Beijing Automobile Works im Jahre 2009 von General Motors die Produktionsanlagen, Werkzeuge und Nutzungsrechte an den Modellen Saab 9-3 und des ausgelaufenen Saab 9-5 des Herstellers Saab Automobile.
In der Entwicklungsphase trug das Projekt die Bezeichnung BAIC C70G. Es ist das erste Pkw-Modell der Submarke Senova. Die Transliteration der chinesischen Schriftzeichen 绅宝 (ShēnBǎo) steht für Saab und spielt auf eine technische Verwandtschaft an, da das Modell auf der M-trix-Plattform, einem von der BAIC entwickelten Hybrid zwischen der GM2400, der GM2900 und der Epsilon, aufbaut. In einer Übersetzung lautet der Markenname „Schatz der Gentry“ und verdeutlicht damit einen gehobenen Standard. Das Design der D-Serie entstammt dem italienischen Designbüro Fioravanti.
Im Reklamefilm „Town of car legends“, der unter der Regie von Olivier Megaton entstand, tritt Nicolas Cage als Markenbotschafter an.
Mit der D-Serie tritt Senova gezielt gegen den Mazda6, den Hyundai Sonata wie auch den Kia K5 an.
| Beijing Senova                             | D230                                             | D230                                             | D280                                                             | D280                                                             | D280                                                             | D280                                                             | D320                                                             | D320                                                             |
| ------------------------------------------ | ------------------------------------------------ | ------------------------------------------------ | ---------------------------------------------------------------- | ---------------------------------------------------------------- | ---------------------------------------------------------------- | ---------------------------------------------------------------- | ---------------------------------------------------------------- | ---------------------------------------------------------------- |
| Bauzeitraum                                | 2013–2018                                        | 2013–2018                                        | 2013–2017                                                        | 2013–2017                                                        | 2013–2017                                                        | 2013–2017                                                        | 2013–2017                                                        | 2013–2017                                                        |
| Ausstattungslinie                          | Government 政府版                                | Executive 执行版                                 | Fashion 时尚版                                                   | Comfort 舒适版                                                   | Elite 精英版                                                     | Deluxe 豪华版                                                    | Elite 精英版                                                     | Deluxe 豪华版                                                    |
| Preis (Yuan)                               | 188.000 ¥                                        | 211.600 ¥                                        | 139.800 ¥                                                        | 149.800 ¥                                                        | 165.800 ¥                                                        | 181.800 ¥                                                        | 195.800 ¥                                                        | 215.800 ¥                                                        |
| Motor                                      | B185R Turbo 1,8 Liter (1799 cm³) R4 16V DOHC     | B185R Turbo 1,8 Liter (1799 cm³) R4 16V DOHC     | B205R Turbo 2,0 Liter (1992 cm³) R4 16V DOHC                     | B205R Turbo 2,0 Liter (1992 cm³) R4 16V DOHC                     | B205R Turbo 2,0 Liter (1992 cm³) R4 16V DOHC                     | B205R Turbo 2,0 Liter (1992 cm³) R4 16V DOHC                     | B235R Turbo 2,3 Liter (2290 cm³) R4 16V DOHC                     | B235R Turbo 2,3 Liter (2290 cm³) R4 16V DOHC                     |
| max. Leistung bei min-1                    | 130 kW (177 PS)/5500                             | 130 kW (177 PS)/5500                             | 150 kW (204 PS)/5500                                             | 150 kW (204 PS)/5500                                             | 150 kW (204 PS)/5500                                             | 150 kW (204 PS)/5500                                             | 184 kW (250 PS)/5300                                             | 184 kW (250 PS)/5300                                             |
| max. Drehmoment bei min-1                  | 240 Nm/1800–4500                                 | 240 Nm/1800–4500                                 | 290 Nm/1800–4500                                                 | 290 Nm/1800–4500                                                 | 290 Nm/1800–4500                                                 | 290 Nm/1800–4500                                                 | 350 Nm/1900–4500                                                 | 350 Nm/1900–4500                                                 |
| Getriebe                                   | Saab F25 mit F35-Differential 5-Stufen-Automatik | Saab F25 mit F35-Differential 5-Stufen-Automatik | Saab F25 mit F35-Differential 5-Stufen-Automatik mit Sport-Modus | Saab F25 mit F35-Differential 5-Stufen-Automatik mit Sport-Modus | Saab F25 mit F35-Differential 5-Stufen-Automatik mit Sport-Modus | Saab F25 mit F35-Differential 5-Stufen-Automatik mit Sport-Modus | Saab F25 mit F35-Differential 5-Stufen-Automatik mit Sport-Modus | Saab F25 mit F35-Differential 5-Stufen-Automatik mit Sport-Modus |
| Vorderradaufhängung                        | MacPherson-Federbeine                            | MacPherson-Federbeine                            | MacPherson-Federbeine                                            | MacPherson-Federbeine                                            | MacPherson-Federbeine                                            | MacPherson-Federbeine                                            | MacPherson-Federbeine                                            | MacPherson-Federbeine                                            |
| Hinterradaufhängung                        | Mehrlenkerachse-Einzelradaufhängung              | Mehrlenkerachse-Einzelradaufhängung              | Mehrlenkerachse-Einzelradaufhängung                              | Mehrlenkerachse-Einzelradaufhängung                              | Mehrlenkerachse-Einzelradaufhängung                              | Mehrlenkerachse-Einzelradaufhängung                              | Mehrlenkerachse-Einzelradaufhängung                              | Mehrlenkerachse-Einzelradaufhängung                              |
| Antrieb                                    | Vorderradantrieb                                 | Vorderradantrieb                                 | Vorderradantrieb                                                 | Vorderradantrieb                                                 | Vorderradantrieb                                                 | Vorderradantrieb                                                 | Vorderradantrieb                                                 | Vorderradantrieb                                                 |
| Höchstgeschwindigkeit                      | 200 km/h                                         | 200 km/h                                         | 220 km/h                                                         | 220 km/h                                                         | 220 km/h                                                         | 220 km/h                                                         | 240 km/h                                                         | 240 km/h                                                         |
| Beschleunigung, 0–100 km/h                 | 10,9 s                                           | 10,9 s                                           | 9,8 s                                                            | 9,8 s                                                            | 9,8 s                                                            | 9,8 s                                                            | 8,2 s                                                            | 8,2 s                                                            |
| Kraftstoffverbrauch auf 100 km, kombiniert | 9,3 Liter                                        | 9,3 Liter                                        | 9,6 Liter                                                        | 9,6 Liter                                                        | 9,6 Liter                                                        | 9,6 Liter                                                        | 9,9 Liter                                                        | 9,9 Liter                                                        |
| Tankinhalt                                 | 70 Liter                                         | 70 Liter                                         | 70 Liter                                                         | 70 Liter                                                         | 70 Liter                                                         | 70 Liter                                                         | 70 Liter                                                         | 70 Liter                                                         |
| Abgasnorm                                  | China 4/EURO 5                                   | China 4/EURO 5                                   | China 5/EURO 5                                                   | China 5/EURO 5                                                   | China 5/EURO 5                                                   | China 5/EURO 5                                                   | China 5/EURO 5                                                   | China 5/EURO 5                                                   |
| Spurweite (vorn/hinten)                    | 1524/1530                                        | 1524/1530                                        | 1524/1530                                                        | 1524/1530                                                        | 1524/1530                                                        | 1524/1530                                                        | 1524/1530                                                        | 1524/1530                                                        |
| Bodenfreiheit                              | 130 mm                                           | 130 mm                                           | 130 mm                                                           | 130 mm                                                           | 130 mm                                                           | 130 mm                                                           | 130 mm                                                           | 130 mm                                                           |
| Wenderadius                                | 11,8 m                                           | 11,8 m                                           | 11,8 m                                                           | 11,8 m                                                           | 11,8 m                                                           | 11,8 m                                                           | 11,8 m                                                           | 11,8 m                                                           |
| Leergewicht                                | 1600 kg                                          | 1600 kg                                          | 1590 kg                                                          | 1590 kg                                                          | 1590 kg                                                          | 1590 kg                                                          | 1600 kg                                                          | 1600 kg                                                          |
| Sitzplätze                                 | 5                                                | 5                                                | 5                                                                | 5                                                                | 5                                                                | 5                                                                | 5                                                                | 5                                                                |
| Kofferraumvolumen                          | 530 Liter                                        | 530 Liter                                        | 530 Liter                                                        | 530 Liter                                                        | 530 Liter                                                        | 530 Liter                                                        | 530 Liter                                                        | 530 Liter                                                        |
| Bereifung                                  | 235/45 R17                                       | 235/45 R17                                       | 235/45 R17                                                       | 235/45 R17                                                       | 235/45 R17                                                       | 235/45 R17                                                       | 235/45 R17                                                       | 235/45 R17                                                       |

## Elektrovariante

### ES 210
Für 2015 hat BAW die Einführung einer Elektrovariante des D70 angekündigt. Tatsächlich ist im Dezember 2014 die batterieelektrisch angetriebene Modellvariante „Beijing Senova ES210 BEV“ herausgebracht worden. Merkliche Verkaufszahlen erstrecken sich jedoch erst auf den Zeitraum März 2015 bis Dezember 2016. Der batterieelektrische Antrieb setzt sich zusammen aus einer permanentmagneterregten Synchronmaschine mit einer Maximalleistung von 80 kW (109 PS) bei 9000/min, einer elektronischen Steuerung sowie einer Traktionsbatterie mit Betriebsspannung von 358 V sowie einer Ladekapazität von 106 Ah, woraus sich eine Gesamtladekapazität von 37.948 Wh ergibt. Die Gesamt-Nenn-Ladekapazität der Traktionsbatterie wird mit 38 kWh angegeben. Die Höchstgeschwindigkeit liegt bei 130 km/h. Die maximale Reichweite soll bei 200 km gemäß chinesischem Testzyklus "China specific drive cycle for emissions and fuel consumption test v1" liegen. Das Spitzendrehmoment liegt bei 255 Newtonmetern.